# چیرو کاپوانو
چیرو کاپوانو (انگلیسی: Ciro Capuano؛ زادهٔ ۱۰ اوت ۱۹۸۱) بازیکن فوتبال اهل ایتالیا است.
از باشگاه‌هایی که در آن بازی کرده‌است می‌توان به باشگاه فوتبال بولونیا، باشگاه فوتبال کاتانیا، باشگاه فوتبال پیزا، باشگاه فوتبال امپولی، و باشگاه فوتبال پالرمو اشاره کرد.
وی همچنین در تیم ملی فوتبال زیر ۲۰ سال ایتالیا بازی کرده‌است.